# Чудовища срещу извънземни
„Чудовища срещу извънземни“ (на английски: Monsters vs. Aliens) е американски компютърно-анимационен филм на DreamWorks Animation от 2009 г.